# Cratere Nadeyka
Nadeyka  è un cratere sulla superficie di Venere.